# Cabralea canjerana
Cabralea canjerana là một loài thực vật có hoa trong họ Meliaceae. Loài này được (Vell.) Mart. mô tả khoa học đầu tiên năm 1843.

## Hình ảnh

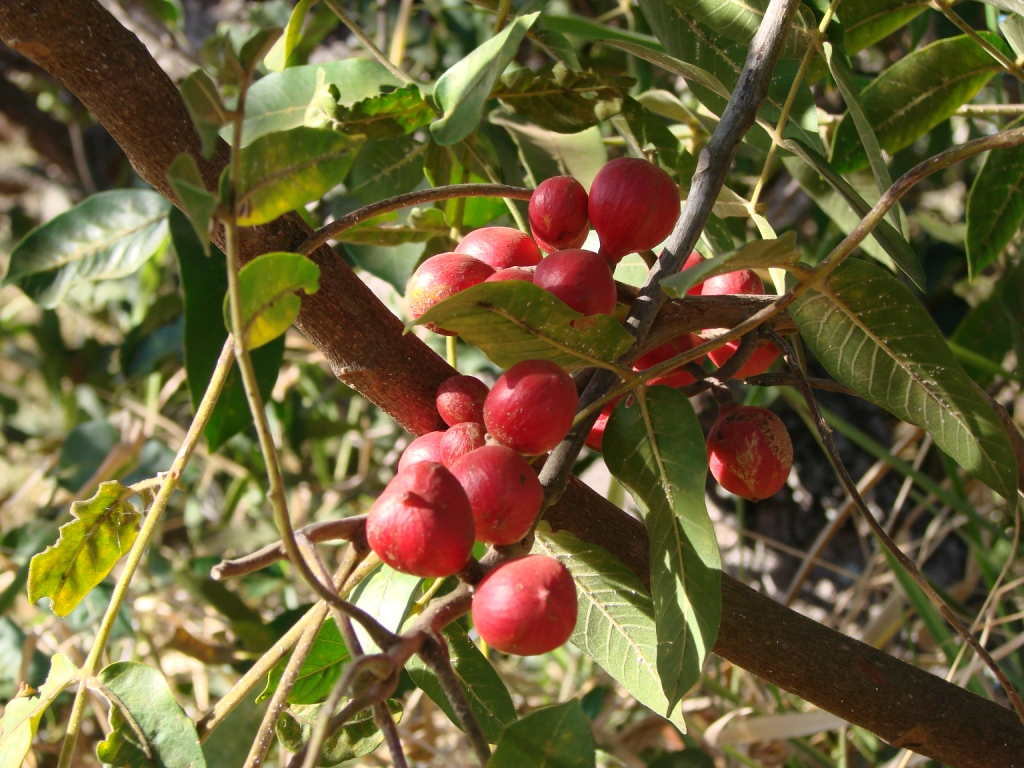